# Olios japonicus
Olios japonicus là một loài nhện trong họ Sparassidae.
Loài này thuộc chi Olios. Olios japonicus được miêu tả năm 2000 bởi Peter Jäger & Ono.